# Nomenclatura de Bayer
La nomenclatura de Bayer és un sistema de designació d'estrelles introduït per l'astrònom Johann Bayer en el seu atlas estel·lar Uranometria (1603). Consisteix a assignar a cada estrella una lletra grega seguida pel genitiu del nom llatí de la constel·lació on es troba l'estrella. L'ordre d'assignació segueix l'alfabet grec per ordre de brillantor de l'estrella. Així, l'estrella més brillant de l'Ossa Major seria α Ursae Majoris, la segona més brillant β Ursae Majoris, la tercera γ Ursae Majoris, etc.
Nogensmenys, en alguns casos, l'ordre d'assignació original de Bayer és incorrecte (no sempre l'estrella més brillant té assignada la α) o, a vegades, les fronteres modernes de les constel·lacions no corresponen a les de Bayer. Tot i així, la nomenclatura de Bayer encara és àmpliament utilitzada.
El sistema de Bayer s'amplià per poder designar més estrelles. Primer utilitzant lletres llatines minúscules i després majúscules. La majoria d'aquestes designacions s'utilitzen poc, amb algunes excepcions, com h Persei i P Cygni. La nomenclatura de Bayer llatina majúscula mai va més enllà de la Q; els noms com R Leporis o W Ursae Majoris són designacions d'estrelles variables que no formen part de la nomenclatura de Bayer.
A més a més, també s'utilitzen superíndexs per a distingir estrelles dobles que inicialment tenien una sola designació de Bayer, tot i que no sempre és exclusiu d'estrelles dobles, com la cadena d'estrelles π¹, π², π3, π4, π⁵ i π⁶ Orionis.